# مثعب

مبدأ العمل

المِثْعَب (الجمع: مثاعب) جهاز لحمل السائل من مستوى معين إلى مستوى منخفض. ويحتوي على خرطوم، أو أنبوب مَثْنِيّ، بحيث يكون جانب واحد أطول من الآخر. ولبَدْء العمل، يجب أن يُمْلأ السَّيفون بأكمله بالماء. وإذا تم وضع الجانب القصير للسَّيفون في صندوق السَّائل، فإنَّ السائل سيندفع إلى أعلى الجانب القصير للأَنبُوب، ثم إلى أدنى، ومن ثَمّ إلى خارج الجانب الطويل.
يعمل السَّيفون، نظراً لوجود فروقات في الضغط. يقل وزن السائل في الجزء الأطو ل للسَّيفون (س د)، وبالتالي الضغط في الأنبوب (ت). ويدفع الضغط الجوي على سطح السائل (م)، السائل إلى أعلى الجزء القصير للسَّيفون، (أ ب). وبعد أن يصل السائل إلى هذا الوضع يندفع بقوة الجاذبية إلى أدْنَى الجزء الطويل للأُنْبُوب وتستمر عملية السَّيفَنَة. ويعمل السَّيفون، فقط حتى يصل السائل في الصندوقين إلى مستوى واحد. ومن ثَمَّ يكون لِكُلِّ من جانبي السيفون نفس وزن السَّائل وتتوقف حركة السائل. ويتوقف السَّيفون أيضًا، إذاتم جذب جانبه القصير فوق سطح السائل. عندها يندفع الهواء إلى داخل الأنبوب، ويُفرَّغ السَّيفون دون سحب أي سائل إضافي عبره .

## التسمية
المِثْعَب اسم آلة على وزن مِفْعَل، جذره (ث ع ب)، وجاء في المعجم المدرسي: «ثَعَب يثعَب الماء والدم ثعبًا: فجَّره فسال».، وتضبط بعض المعجمات الكلمة بصيغة اسم المكان المَثْعَب وهو «مسيل الماء من الحوض وغيره»، وتُسمَّى هذه الأداة أيضًا السحارة أو الممص أو الرشافة أو السيفون معرَّبة من اليونانية: σίφων وتعني «أنابيب».

## نظرة تاريخية
- عُثِر على نقوش فرعونية على جدران المعابد في مصر تظهر استخدام مثاعب منذ عام 1500 قبل الميلاد
- توجد أدلة على استخدام المهندسين اليونانيين للمثاعب في القرن الثامن قبل الميلاد.

## نظرية عمل أنابيب السيفون

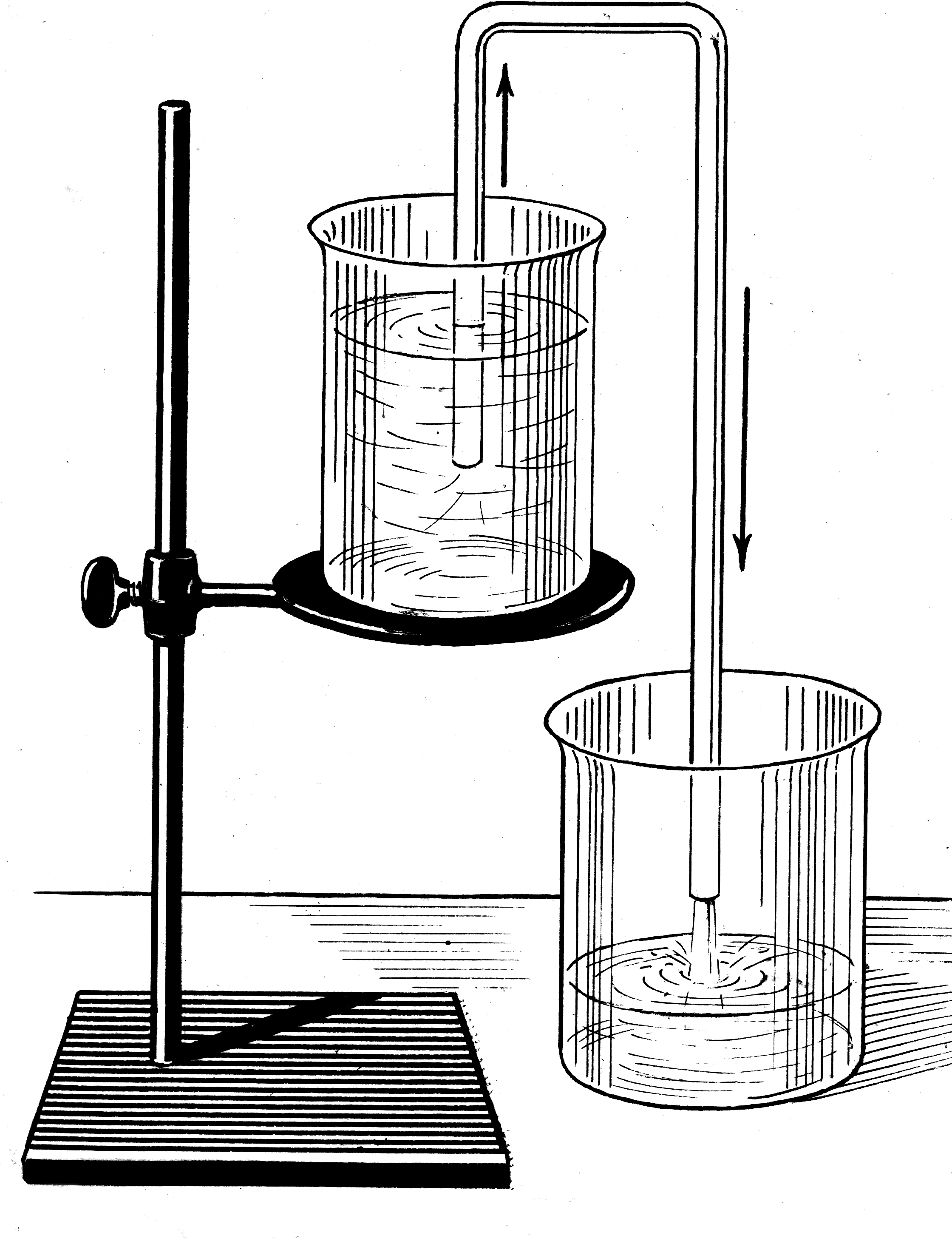

- يعمل السيفون بسبب قوة الجاذبية، حيث ينجذب عمود السائل الأطول إلى الأسفل وتكون قوة الجذب للعمود الأقصر غير كافية لجعله ثابتا فيتحرك السائل داخل هذا العمود إلى الأعلى
- يتحدد أقصى ارتفاع يمكن أن تصل إليه قمة السيفون على 3 عوامل:

1. كثافة السائل.
2. الضغط الجوي.
3. ضغط البخار للسائل.

- حيث أنه عندما ينخفض الضغط داخل أنبوب السيفون إلى أقل من ضغط البخار، تبدأ فقاعات الغاز في التكون مما يسبب توقف مرور السائل وانتهاء تأثير السيفون. (الماء على سبيل المثال تحت تأثير الضغط الجوي يكون أقصى ارتفاع سيفون تقريبا = 10 متر).
- لسهولة فهم نظرية عمل السيفون يمكن تخيله بأنه سلسلة معلقة على بكرة وأن السلسلة لها طرف طويل وطرف قصير سيتحرك الجانب الطويل للسلسلة إلى أسفل، والجانب القصير سوف يتحرك إلى أعلى (يوجد بعض الاختلافات في تمثيل السيفون بالبكرة مثل ضغط البخار وتكون الفقاقيع.

## متطلبات عمل السيفون
- يحتاج السيفون إلى مضخة خارجية لبدء تدفق السائل فقط (أحيانا يستخدم فم الإنسان وهذا الأمر شائع في نقل البنزين من خزان سيارة إلى خزان سيارة أخرى رغم خطورة هذه العملية حيث أن الإنسان يضطر في الغالب إلى بلع كمية بنزين بطريقة مفاجئة وهو سائل سام للغاية أو استنشاقه في الرئتين مما قد يسبب الموت أو الضرر البالغ بالرئة) .
- إذا كانت الأنبوبة مغمورة في السائل قبل التوصيل لن تحتاج إلى مضخة خارجية لبدء التدفق .

## تطبيقات أنبوب السيفون
- تستخدم في تنقية السوائل من الشوائب حيث أنها لن تنقل الشوائب من خزان إلى آخر
- تستخدم في توصيل شبكات المياه أو الصرف عند وجود عوائق أو تضاريس
- تستخدم في إزالة المياه من الشوارع بعد الفيضانات ... تنقل المياه إلى البحر أو النهر
- تستخدم في الزراعة لنقل المياه من خندق إلى آخر لري الأراضي